# Tommaso Federici
Tommaso Federici (Canterano, 30 aprile 1927 – Roma, 13 aprile 2002) è stato uno scrittore e giornalista italiano.
È stato inoltre consultore presso il Segretariato per l'Unità dei Cristiani (oggi Pontificio Consiglio per l'Unità dei Cristiani), segretario della Pontificia Commissione per la Neo-Vulgata, consultore presso la Sacra Congregazione del Culto Divino e i Sacramenti e consultore presso la Sacra Congregazione per le Chiese Orientali.

## Biografia
Ha conseguito la laurea in Lettere Antiche all'Università "La Sapienza" di Roma, la laurea in Giurisprudenza presso l'Università statale di Sassari, la licenza in Sacra Scrittura presso il Pontificio Istituto Biblico di Roma e la laurea in Sacra Teologia presso il Pontificio Ateneo S. Anselmo.
Nell'attività giornalistica ha collaborato con vari testate ed è stato un saggista de L'Osservatore Romano. Ha fatto parte del comitato di redazione dell'Enciclopedia Cattolica.
Ha insegnato per molti anni presso il Pontificio Istituto Liturgico di S. Anselmo come professore ordinario e successivamente presso la Pontificia Università Urbaniana in Roma.
Nel 1966 partecipò alla realizzazione de La messa dei giovani, più conosciuta come la Messa beat, composta da Marcello Giombini, scrivendo i testi dei canti del Graduale (Con voci di gioia) e dell'Offertorio (A te offro mio Dio).
Alla sua morte è stata creata una fondazione in suo nome. È sepolto presso l'Abbazia di Pulsano, nel comune di Monte Sant'Angelo (FG).
Ha sostenuto che nella genealogia di Gesù secondo Matteo si affermi, implicitamente e senza menzione diretta, che Caleb e i Keniti, frazione della tribù di Giuda siano antenati di Cristo.